# Лучано Мартино
Лучано Мартино (итал. Luciano Martino; Рим, 22. децембар 1933 — Малинди, 14. август 2013) био је италијански филмски продуцент, режисер и сценариста.

## Биографија
Мартино је рођен у Риму, 22. децембра 1933. године. Са својим братом, режисером и сценаристом Серђом Мартином, био је активан у филмској индустрији раних ’50-их. Након неколико остварења која су му приписана као сценаристи и помоћнику режисера направио је режисерски деби еврошпијунским филмом насловљеним Le spie uccidono a Beirut. Од пројеката којима је допринео као сценариста издвајају се La frusta e il corpo (Марио Бава), Arizona Colt (Микеле Лупо) и Delirium (Ламберто Бава).
Седамдесетих је продуцирао или био косценариста за дуги серијал успешних италијанских еротичних комедија (итал. commedia sexy all'italiana), међу којима су најпознатије Quel gran pezzo dell'Ubalda tutta nuda e tutta calda и Giovannona Coscialunga disonorata con onore, те L'insegnante којом је каријеру започела Едвиж Фенек — италијанска глумица француског порекла са којом је Лучано тада био заручен. Смањењем популарности жанра почео се фокусирати на телевизију, па је продуцирао ТВ серије и ТВ филмове.

### Смрт
Умро је од плућне едеме у својој кући у Малиндију (Кенија).

## Одабрана филмографија
Као продуцент
- Chi si ferma è perduto (1960)
- Saffo – Venere di Lesbo (1960)
- Madame Bovary (1969)
- Lo strano vizio della Signora Wardh (1971)
- La coda dello scorpione (1971)
- Tutti i colori del buio (1972)
- Il tuo vizio è una stanza chiusa e solo io ne ho la chiave (1972)
- Perché quelle strane gocce di sangue sul corpo di Jennifer? (1972)
- Milano trema: la polizia vuole giustizia (1973)
- La montagna del dio cannibale (1978)
- Il fiume del grande caimano (1979)
- L'isola degli uomini pesce (1979)
- Affare Concorde (1979)
- Eaten Alive (1980)
- Cannibal Ferox (1980)
- Assassinio al cimitero etrusco (1982)
- Ironmaster (1983)
- La casa con la scala nel buio (1983)
- 2019 – Dopo la caduta di New York (1983)
- Blastfighter (1984)
- Miami Golem (1985)
- Vendetta dal futuro (1986)